# 乌兰乌苏河

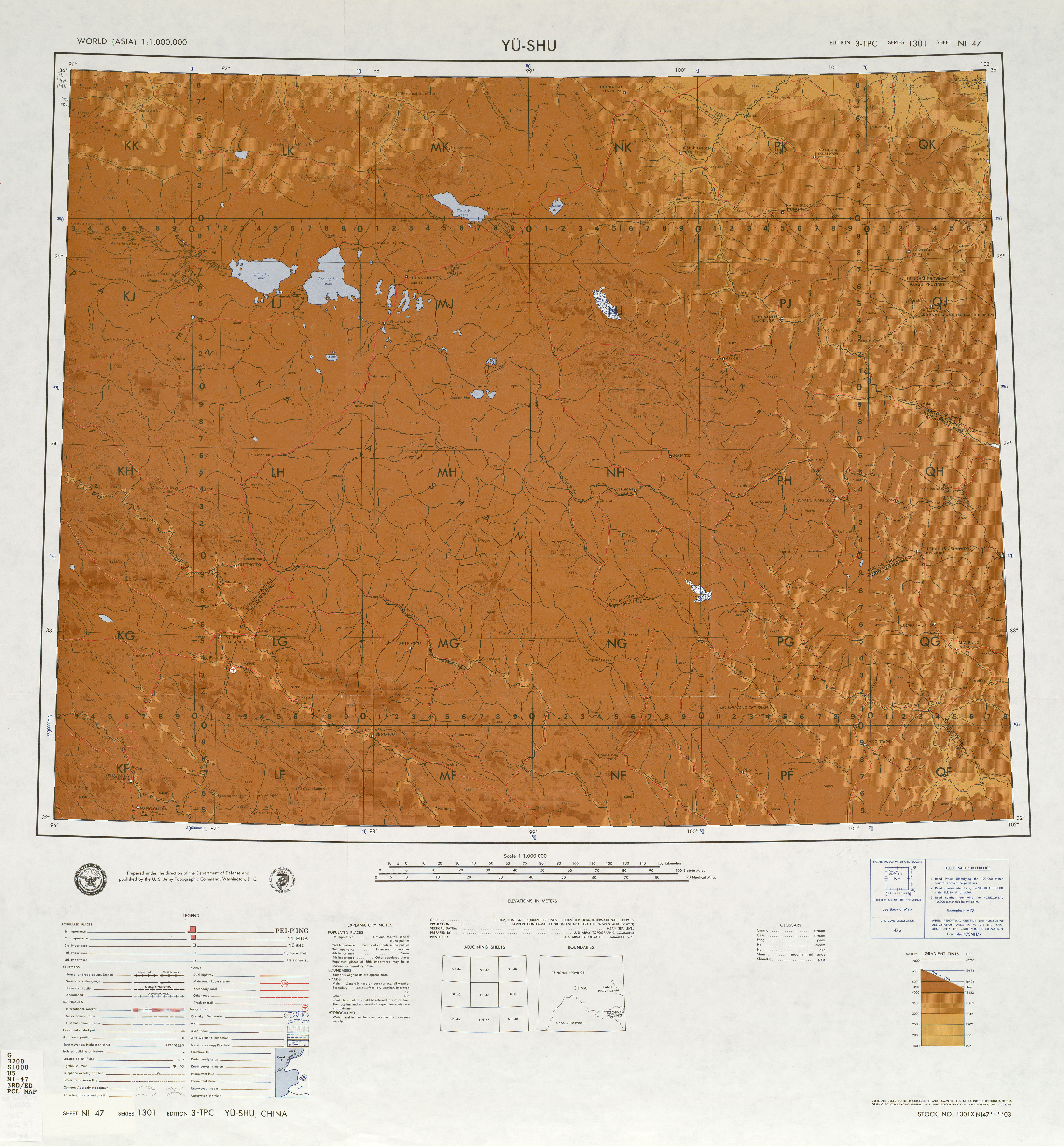
青海省东南部地形图，乌兰乌苏河位于编号LK区域内，阿拉克湖标注为A lan Hu

乌兰乌苏河，位于中华人民共和国青海省海西蒙古族藏族自治州都兰县南部的一条河流，柴达木河左岸支流，源流称哈拉郭勒，发源于布尔汗布达山桑根乌拉峰东9.5千米的高山，先向西南流14千米折向南流，再经17千米转向东南流，约18千米注入阿拉克湖，干流出湖后向东流，于达布青山主峰东北10千米处的三岔口，汇入柴达木河上游托索河。河长140千米，流域面积4088平方千米，河道平均比降7.51‰，年均径流量1.76亿立方米。流域内气候高寒，野生动植物资源丰富。北岸布尔汗布达山中设有巴隆国际狩猎场。